# 桜庭大世
桜庭 大世（さくらば たいせい、1998年11月12日 - ）は、日本の男性総合格闘家。神奈川県出身。サクラバファミリア所属。父は総合格闘家の桜庭和志。

## 来歴
"IQレスラー"桜庭和志の長男として生まれる。13歳の時、桜庭家に遊びに来ていた柔道家に誘われ22歳まで柔道を経験。高校時代には神奈川県でベスト8となった。
その後、不動産会社で営業の仕事をしていたが、24歳の時から「モテたい」と総合格闘技の練習を開始し、営業の仕事を辞めプロ格闘家に転身。
2023年9月、父が主宰するQUINTETでグラップリングマッチのプロデビューを果たすと、アテネ＆北京五輪の柔道金メダリスト内柴正人から膝十字固めで一本勝ちを奪う番狂わせを起こし勝利する。
2024年1月、K-1アマチュアデビュー戦でKO勝利。

### RIZIN
2024年7月28日、超RIZIN.3のリングに父と共にマスクを被って登場すると「秘密兵器」として紹介され、大晦日のRIZINへの参戦が発表された。
2024年12月31日、プロデビュー戦となるRIZIN.49で元PXCフェザー級王者の矢地祐介と対戦。開始直後、左キックを矢地にキャッチされたが、左フックを浴びせて矢地が崩れ落ち、TKO勝利。試合時間は26秒でデビュー戦で秒殺勝利を記録した。

## 人物
- 総合格闘技デビューのきっかけは、那須川天心が同い年であり、見ていて「同い年なのに、めっちゃ差があるな」「負けていられないな」と思ったことがきっかけの一つとなった[9]。
- 入場曲は父・和志と同じく「SPEED TK RE-MIX」であるが、その選曲の理由は「お父さんを応援していたオジサンのファンが喜んでくれるかと思って」とした上で、「そういう方に自分のファンになっていただきたいし、人を呼べるようなスターになりたい」と語っていた[10]。
- 2024年初めから、横浜センター南のカルペディエム横浜で柔術とグラップリングを教えている。

## 戦績

### プロ総合格闘技
| 総合格闘技 戦績 | 総合格闘技 戦績 | 総合格闘技 戦績 | 総合格闘技 戦績 | 総合格闘技 戦績 | 総合格闘技 戦績 | 総合格闘技 戦績 |
| --------------- | --------------- | --------------- | --------------- | --------------- | --------------- | --------------- |
| 2 試合          | (T)KO           | 一本            | 判定            | その他          | 引き分け        | 無効試合        |
| 1 勝            | 1               | 0               | 0               | 0               | 0               | 0               |
| 1 敗            | 0               | 1               | 0               | 0               | 0               | 0               |

| 勝敗 | 対戦相手 | 試合結果                         | 大会名      | 開催年月日     |
| ×    | 中村大介 | 2R 2:01 腕ひしぎ十字固め         | RIZIN男祭り | 2025年5月4日   |
| ○    | 矢地祐介 | 1R 0:26 TKO（左フック→パウンド） | RIZIN.49    | 2024年12月31日 |

### アマチュアキックボクシング
| 勝敗 | 対戦相手 | 試合結果           | 大会名              | 開催年月日    |
| ○    | 根本亜門 | 2R KO（5ポイント） | 第62回K-1アマチュア | 2024年1月21日 |

### グラップリング
| 勝敗 | 対戦相手 | 試合結果              | 大会名                | 開催年月日    |
| ○    | 内柴正人 | 1R 5:45 膝十字固め    | ReBOOT～QUINTET.4～   | 2023年9月10日 |
| △    | 鈴木和宏 | 8分1R終了 判定 ドロー | QUINTET FIGHT NIGHT 6 | 2021年3月12日 |